# Halitherium

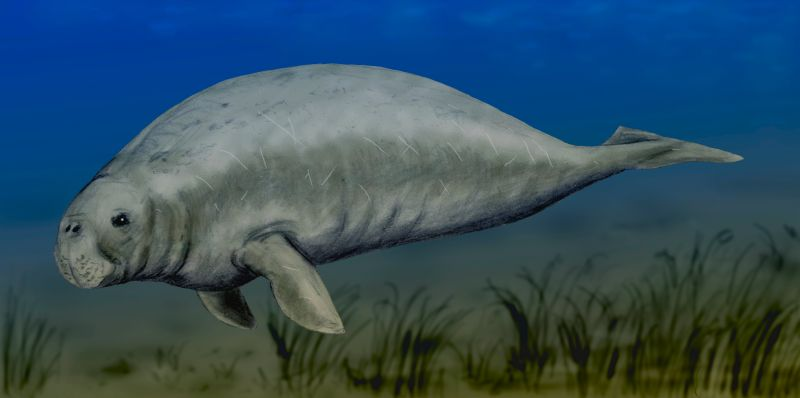
Реставрація

Halitherium — викопна сирена, яка виникла в пізньому еоцені, а потім вимерла на початку олігоцену. Його скам'янілості поширені в європейських сланцях. Всередині його ласт були кістки пальців, які не стирчали. Галітерій також мав залишки задніх ніг, які зовні не виявлялися. Однак у нього була основна стегнова кістка, з'єднана зі зменшеним тазом. Галітерій також мав подовжені ребра, імовірно, щоб збільшити об'єм легенів і забезпечити точний контроль над плавучістю. В огляді 2014 року висунуто думку, що рід є сумнівним.

## Класифікація
Halitherium — типовий рід підродини Halitheriinae, що включає добре відомі роди Eosiren і Eotheroides і жив від еоцену до олігоцену.